# 圆穗兔耳草
圆穗兔耳草（学名：Lagotis ramalana）为玄参科兔耳草属下的一个种。

## 扩展阅读
維基物種上的相關：圆穗兔耳草